# UN-Klimakonferenz in Mailand 2003
Die UN-Klimakonferenz in Mailand fand vom 1. bis 12. Dezember 2003 in Mailand statt. Es war die neunte Weltklimakonferenz. Vertreter aus mehr als 180 Ländern waren anwesend, um abermals über das Kyoto-Protokoll von 1997 zu verhandeln. Präsident der Konferenz war der ungarische Umweltminister Miklos Persanyi.

## Ergebnisse
Vor dem Gipfel in Mailand hatten 119 Staaten das Protokoll ratifiziert. Diese Länder waren zusammen aber nur für 47 Prozent der weltweiten Treibhausgas-Emissionen verantwortlich, während für ein Inkrafttreten des Kyoto-Protokolls die Bedingung erfüllt sein musste, dass die daran beteiligten Industriestaaten mindestens 55 Prozent der Emissionen repräsentieren. Ein wichtiger Konferenzpunkt war die künftige Anwendung des im Protokoll vereinbarten Clean Development Mechanism (CDM) zur Anrechenbarkeit klimaschonender Investitionen in Entwicklungsländern auf die Emissionsbilanz der Investorennationen. Der CDM sollte das Kyoto-Protokoll für Schwellenländer wie Russland attraktiver machen. Dennoch endete die 9. Klimakonferenz in Mailand ohne die Zusage Russlands, das Kyoto-Protokoll zu ratifizieren.